# Caliraja
Caliraja is een geslacht van roggen uit de familie Rajidae, orde Rajiformes.

## Soortenlijst
- Caliraja cortezensis (McEachran & Miyake, 1988) – Cortezrog
- Caliraja inornata (Jordan & Gilbert, 1881) – Californische rog
- Caliraja rhina (Jordan & Gilbert, 1880) – Langsnuitrog
- Caliraja stellulata (Jordan & Gilbert, 1880) – Pacifische sterrog